# Agnes Milowka

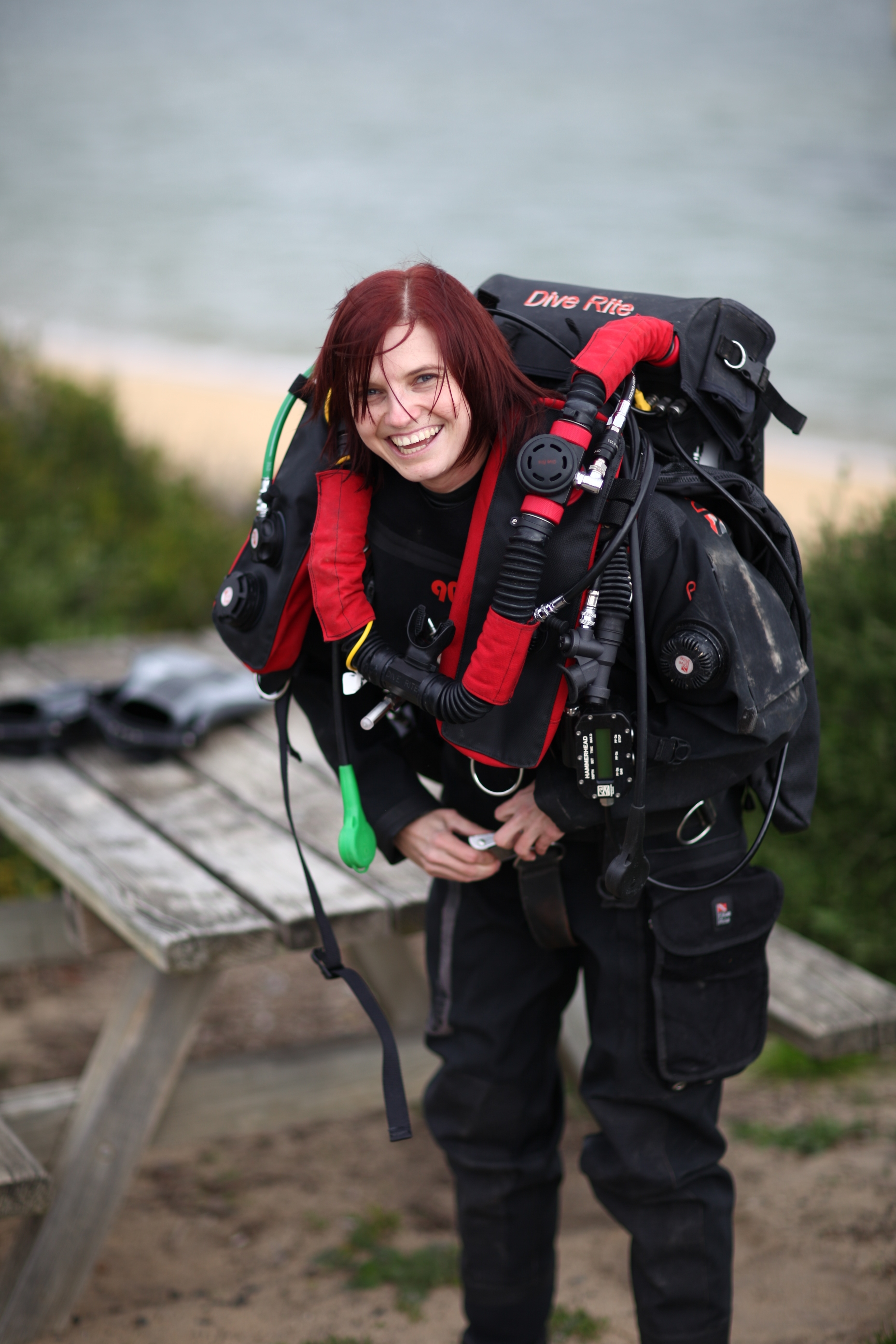
Agnes Milowka (2010)

Agnes Milowka (geb. 23. Dezember 1981 in Częstochowa, Polen; gest. 27. Februar 2011) war eine australische Höhlentaucherin, Meeresforscherin und Unterwasserfotografin. Internationale Bekanntheit erlangte sie als Rednerin und Autorin zu Themen des Tauchens und zur Meeresarchäologie. Sie tauchte in größere Tiefen von Höhlensystemen in Australien und Florida als andere zuvor. Sie starb im Alter von 29 Jahren bei einem Tauchunfall im Rahmen einer Höhlenerkundung.

## Leben und Wirken
In frühem Alter zog die Familie Milowkas von Polen nach Melbourne. Von 1994 bis 1999 besuchte Milowka die Caulfield Grammar School und schloss diese mit dem Victorian Certificate of Education ab. Sie studierte Geschichte und Australistik an der University of Melbourne, Meeresarchäologie an der Flinders University und Business, Marketing und Event Management an der Victoria University und schloss diese Studien jeweils mit dem Bachelor ab. Von 2003 bis 2005 war sie Präsidentin des Unterwasserclubs der Universität Melbourne.
Sie veröffentlichte zahlreiche Filmberichte ihrer Tauchexpeditionen bei YouTube.

## Tauchexpeditionen und Erfolge
2009 erkundete sie mit James Arundale das Höhlensystem des Elk River, welches mit mehr als 1400 Meter die bisher längste kontinuierliche Flusspassage in Victoria, Australien ist. Die Expedition wurde von der „Victorian Speleological Association“ koordiniert.
Bei einer weiteren Expedition 2009 in der Nähe von Cocklebiddy erreichte sie den Mittelpunkt der Strecke von Craig Challen und damit den Rekord für den längsten Höhlentauchgang in Australien einer Frau. Sie war Teil der National Geographic Nova TV-Spezialexpedition zu den Blauen Löchern der Bahamas im Dezember 2008. Es folgte eine Expedition im Oktober 2009 in Queensland. Milowka wirkte bei den Dreharbeiten zu dem 3D-Tauchfilm Sanctum von James Cameron mit, in dem sie als Stuntwoman tätig war.

## Tod
Bei der Erforschung der Tank Cave in South Australia, eines der größten und komplexesten Höhlensysteme der Welt, wurde sie von ihrem Tauchpartner getrennt. Durch aufgewirbelten Schlamm verlor sie die Orientierung, fand den Rückweg nicht mehr und ertrank. Die Bergung der Toten erwies sich als schwierig, da sich der Körper der Taucherin 600 Meter weit entfernt vom Eingang des sehr engen Höhlensystems befand.

## Veröffentlichungen
- Let’s Talk About… The S Word. In: Guidelines. Cave Divers Association of Australia, 31. August 2013 (techdivingmag.com).
- Heaven is a place on earth. In: Guidelines. Nr. 102, Cave Divers Association of Australia Newsletter Dezember 2007.
- Why Ginnie and I are like peas and carrots. In: Guidelines. Nr. 105, Cave Divers Association of Australia Newsletter September 2008.
- Virgin Territory: Devil's Eye past the restriction. In: Guidelines. Nr. 106 Cave Divers Association of Australia Newsletter Dezember 2008.
- Deep holes in the ground that will blow your mind: Bahamas. In: Guidelines. Nr. 108 Cave Divers Association of Australia Newsletter Juni 2009.
- Mission Spring. In: Guidelines. Nr. 110, Cave Divers Association of Australia Newsletter Dezember 2009.
- Cave diving in Victoria: Exploration of the Elk River streamway (mit Jim Arundale).
- Cave Divers Association of Australia Newsletter. In: Guidelines Nr. 111, März 2010.
- In the heart of Tiger's Eye. In: Guidelines. Nr. 112 Cave Divers Association of Australia Newsletter Juni 2010.
- Virgin Territory: Devil's Eye Cave System Beyond Restriction. In: Underwater Speleology. Band 36/1.
- Deep Holes. Unraveling The Mysteries Of The Bahamas. In: Underwater Speleology.. Band 36/2.
- Mission Spring Exploration. In: Underwater Speleology. Band 36/3.
- The Elk River Streamway: A hump to a sump. In: Underwater Speleology. Band 37/1.
- Eye of the Tiger: On expedition in Tassie. In: Underwater Speleology. Band 37/2.
- mit James Toland: The Taming Continues: The Peacock to Baptizing Connection. In: Underwater Speleology. Band 38/1.